# Trouble (пісня Леони Льюїс)
«Trouble» — перший сингл третього студійного альбому британської поп-співачки Леони Льюїс — «Glassheart». На британські радіостанції пісня потрапила 12 вересня 2012, на продаж сингл вийшов 5 жовтня в Ірландії та 7 жовтня у Великій Британії. Пісня написана Леоною Льюїс, Дональдом Гловером, Х'юго Чігвайном, Гаррі Крейзом, Шахідом Ханом, Мустафою Омером, Емелі Санде та Фрейзером Ті. Смітом; спродюсована репером Naughty Boy, Моджамом, Фрейзером Ті. Смітом, Джахілом Бітс та Крісом Локо.

## Музичне відео
Музичне відео зрежисоване Раулем Бі. Фернандезом. Зйомки почалися 22 серпня 2012. Чоловічу роль у відеокліпі грає американський актор Колтон Гайнес. Прем'єра музичного відео відбулась 14 вересня 2012 на офіційному обліковому записі Льюїс на відеохостингу Vevo. Станом на червень 2018 музичне відео мало 10 мільйонів переглядів на відеохостингу YouTube.

## Список композицій
Цифровий міні-альбом
1. «Trouble» (із Childish Gambino) — 3:42
2. «Trouble» (акустика) — 3:41
3. «Trouble» (ремікс Wookie) — 3:05
4. «Trouble» (радіо-ремікс Wideboys) — 3:46
5. «Trouble» (ремікс Matty Graham) — 3:56 [бонусний трек Leona Lewis Music Store][2]

Цифрове завантаження
1. «Trouble» (із Childish Gambino) — 3:42

CD-сингл / Цифрове завантаження
1. «Trouble» (із Childish Gambino) — 3:42
2. «Trouble» (акустика) — 3:41

Альбомна версія (версія без репу) — Диск 2
1. «Trouble» — 3:41

## Чарти
| Чарт (2012)                          | Місце |
| ------------------------------------ | ----- |
| Australian Singles Chart             | 32    |
| Germany German Singles Chart         | 27    |
| Irish Singles Chart                  | 21    |
| Portugal (AFP)                       | 32    |
| Scotland (Official Charts Company)   | 8     |
| South Korea International Chart      | 23    |
| Swiss Singles Chart                  | 75    |
| UK Singles (Official Charts Company) | 7     |
| UK R&B (Official Charts Company)     | 2     |

## Історія релізів
| Країна          | Дата             | Формат                          | Лейбл      |
| --------------- | ---------------- | ------------------------------- | ---------- |
| Велика Британія | 21 серпня 2012   | Прем'єра на радіо               | Syco Music |
| Велика Британія | 12 вересня 2012  | Mainstream airplay              | Syco Music |
| Ірландія        | 5 жовтня 2012    | Цифровий розширений міні-альбом | Sony Music |
| Австрія         | 7 жовтня 2012    | Цифровий розширений міні-альбом | Sony Music |
| Швейцарія       | 7 жовтня 2012    | Цифровий розширений міні-альбом | Sony Music |
| Велика Британія | 7 жовтня 2012    | Цифровий розширений міні-альбом | Syco Music |
| Швеція          | 31 жовтня 2012   | Цифровий розширений міні-альбом | Sony Music |
| Швейцарія       | 2 листопада 2012 | Цифрове завантаження            | Sony Music |
| Німеччина       | 14 грудня 2012   | CD-сингл Цифровий міні-альбом   | Sony Music |
| Швейцарія       | 14 грудня 2012   | Цифрове завантаження            | Sony Music |